# Around the World in 80 Treasures
Around the world in 80 treasures (2005) is de naam van een Britse reeks reisdocumentaires van de BBC, gepresenteerd door Dan Cruickshank.
Dan Cruickshank heeft veel kennis van kunsthistorische elementen en locaties over de hele wereld. Hij kan onafgebroken vertellen over allerlei bezienswaardigheden. Hij past in het rijtje van Michael Palin en Michael Wood. Hij deelt hun aanstekelijk enthousiasme, verteltalent en zin voor avontuur. Maar zijn programma's zijn ernstiger van toon.
Gedurende zijn reis over de hele wereld bezoekt hij tachtig hoogtepunten van het werelderfgoed. Cruickshank trekt van de Paaseilanden tot Persepolis, van Djenné tot de Taj Mahal, van de Aboriginals tot het Alhambra en van het Vrijheidsbeeld tot de Verboden Stad. Hij heeft ook een zeker Indiana Jonesgehalte: hij proeft van plaatselijke lekkernijen als hersenen, teelballen, insecten en hamsters. Het is een 'staalkaart van het menselijke kunnen' in de voorbije millennia.
De reeks bestaat uit 10 aflevering van telkens 60 minuten. De reeks werd van januari tot april 2006 uitgezonden door Canvas.

## Afleveringen
1. Van Peru naar Brazilië
2. Van Mexico naar Amerika
3. Van Australië naar Cambodja
4. Van Japan naar China
5. Van India naar Sri Lanka
6. Van Oezbekistan naar Syrië
7. Van Jordanië naar Ethiopië
8. Van Mali naar Egypte
9. Van Turkije naar Duitsland: Aflevering negen, van Turkije naar Duitsland, brengt Dan Cruickshank voor het eerst naar Europa. In Cappadocië bezoekt hij de rotswoningen van Göreme en omstreken. Istanboel heeft bijzonder veel te bieden, maar Dan kiest voor de Aya Sofia en een lokale delicatesse: lamshersentjes. Daarna reist Cruickshank door naar Rusland, waar hij onder de indruk is van de Moskouse metro, het Solovki-klooster en Sint-Petersburg. Via de zoutmijnen van Polen komt Dan in Duitsland terecht, waar hij zijn bewondering laat blijken voor de VW Kever in Berlijn en voor een Bauhausstoel in Dessau.
10. Van Bosnië naar Spanje